# The Black Mirror (серия игр)

## Игры
The Black Mirror (с англ. — «Чёрное зеркало») — приключенческая компьютерная игра, созданная в 2003 году чешской студией Future Games и изданная при поддержке The Adventure Company, Micro Application и GMX Media.
The Black Mirror II (Чёрное зеркало 2) — приключенческая компьютерная игра. Создана немецкой компанией Cranberry Productions и выпущена Anaconda Games 25 сентября 2009 года.
The Black Mirror III (Чёрное зеркало 3) — приключенческая компьютерная игра. Создана немецкой компанией Cranberry Productions и выпущена dtp entertainment 4 февраля 2011 года.
Black Mirror (2017) — игра, переосмысляет старую серию одноименных приключенческих квестов от студии Future Games. Релиз состоялся 28 ноября 2017 года.

## Сюжет

### The Black Mirror
Чёрное зеркало — это название родового поместья семьи Гордон в Англии, куда после 12-летнего отсутствия возвращается Сэмюэль Гордон. Он покинул родовое гнездо сразу после смерти своей возлюбленной, которая погибла при пожаре в одной из частей поместья. И вот теперь, снова в Чёрном зеркале несчастье — Уильям Гордон, дед Сэма, покончил жизнь самоубийством. Но Сэм не верит в то, о чём его уверяют обитатели поместья и полиция, Сэм уверен, что эта смерть не случайна. Страдая от ночных видений, кошмаров и провалов в памяти, Сэм пытается найти виновника смерти своего деда, потому что убийства в поместье продолжаются.
Подозревая каждого из обитателей поместья (вдову Уильяма, старшего сына, прислугу), Сэм начинает распутывать тайну семейства Гордонов. Для этого он даже отправляется в Уэльс к дальним родственникам Уильяма, путешествует по различным подземельям и катакомбам, находит спрятанного в психиатрической клинике родственника. Все найденные им улики указывают на то, что убийства совершает кто-то из своих. Но с каждым днём живых подозреваемых становится всё меньше и меньше.

### The Black Mirror II
На очереди исследование древнего средневекового замка, где нашла убежище Анжелина — возлюбленная главного героя, молодого фотографа Даррена. По стечению обстоятельств он оказывается втянут в странную историю. Встретив прекрасную Анжелину, Даррен влюбляется в неё до беспамятства, но его шеф также положил глаз на девушку и делает всё возможное, чтобы добиться взаимности. К тому же, за Анжелиной устроили слежку. Последовавшие события не только не внесли ясность в ситуацию, а скорее наоборот — ещё больше её запутали — босс Даррена был убит, Анжелина исчезла, а следы ведут в загадочный замок. Игроку предстоит запастись терпением, храбростью, включить сообразительность и распутать невероятные, страшные и пугающие тайны.

### The Black Mirror III
События игры продолжат сюжетную линию «The Black Mirror 2». Даррен оглядывается на поглощаемый огнём замок «Чёрное зеркало», держа в руке факел… Таким его и находит полиция. Защёлкиваются наручники, Даррена отводят в участок и начинают допрашивать, но он ни на что не реагирует. Три недели спустя, так ничего от него не добившись, его отпускают под залог. Даррен теперь один. Ему нужно выяснить, что же всё-таки тогда произошло, что же он на самом деле видел, и, для начала, хотя бы разузнать, кто тот человек, что внёс за него залог.

## Игровой процесс
Классический квест от третьего лица с т. н. 2.5D-графикой (трехмерные персонажи на пререндеренном/отрисованном заранее двумерном фоне). Путём ведения диалогов, поиска различных предметов и возможности взаимодействия их с другими предметами, а также решая простые и не очень головоломки, игрок, проведя целое детективное расследование, должен докопаться до истины.
В некоторых сценах при совершении определённых действий в игровом процессе возможна гибель персонажа, после которой необходимо начинать игру заново.

## Оценки и награды
| Игра                  | Metacritic                        |
| --------------------- | --------------------------------- |
| Чёрное зеркало (2003) | (ПК) 58%                          |
| Чёрное зеркало 2      | (ПК) 71%                          |
| Чёрное зеркало 3      | (ПК) 75%                          |
| Black Mirror          | (ПК) 60% (PS4) 54% (Xbox One) 57% |

### The Black Mirror
Игра получила смешанные отклики от критиков. Например, на основе 27 отзывов, игра Чёрное Зеркало получила 61,70 % от GameRankings, а от Metacritic — 58 (21 отзыв).
Согласно рейтингу журнала «Лучшие компьютерные игры» Чёрное зеркало получила орден как отличная игра, немного не дотянувшая до шедевра.

### The Black Mirror II
На сайте Metacritic игра имеет общую оценку 71 из 100, сделанную на основании 14 рецензий, семь из которых были положительными, шесть — смешанными, и одна — отрицательной.
Кирилл Волошин в своём обзоре игры пишет:

«Чехам как-то удивительно не везет на издателей. Сиквел атмосферного чешского ужастика The Black Mirror повторил судьбу военно-полевого шутера Operation Flashpoint: владельцы бренда отобрали у разработчиков права на созданную ими игру и отдали их в руки совершенно незнакомым людям. В итоге из Operation Flashpoint 2 и The Black Mirror 2 вышли неплохие игры, которые, однако, имеют к оригиналу примерно такое же отношение, как голливудский „Звонок“ — к японскому».— Журнал «Игромания»